# Músculo flexor cubital del carpo
El músculo flexor cubital del carpo ([TA]: musculus flexor carpi ulnaris), flexor ulnar del carpo  o cubital anterior  es un músculo largo y cilíndrico del antebrazo humano, se encuentra en la parte interna y anterior del antebrazo.

## Origen
El músculo cubital anterior parte de dos haces, el humeral y el cubital, conectados por un arco tendinoso justo por debajo de donde pasan el nervio cubital y la arteria cubital.
- El haz humeral, se origina del epicóndilo medial del húmero por el tendón flexor común.
- El haz cubital, se origina del margen medial del olécranon, y en el borde posterior del cúbito y, por medio de una aponeurosis, de las dos terceras partes superiores del borde dorsal (posterior) del cúbito.

## Insercion
Al final de su trayecto, se inserta en el hueso pisiforme y luego, por medio de tendones y el unciforme del hueso ganchoso y del 5.º metacarpiano, actuando para flexionar y aducir la articulación de la muñeca.
- El haz humeral o epitrocleo se inserta en la epitroclea del húmero, en su cara anterior y a la vez en tabiques fibrosos vecinos.
- El haz cubital u olecraneano se inserta en el borde interno del olecraneon y parte superior del borde interno del cúbito.

## Función
Flexiona y desvía la muñeca en dirección cubital.

## Tendón
El tendón del flexor carpi ulnaris puede ser visto en la cara distal (distante del codo) y anterior del antebrazo. En este punto, justo por encima de la muñeca, se observan dos o tres tendones. El cubital anterior es el más medial de los tres, es decir, el que está más cercano al dedo meñique. El tendón del medio, el que le sigue al cubital anterior, es el tendón del palmar menor. El tendón siguiente, el más lateral de los tres, es el tendón del palmar mayor.

## Inervación e irrigación
El cubital anterior es innervado por ramas musculares del nervio cubital y la irrigación sanguínea por la arteria del mismo nombre, la arteria cubital.

## Ejercicios
El músculo, como ocurre con los flexores del antebrazo, pueden ser fortalecidos con ejercicios que resistan a dicha flexión. Las pesas que permitan subir y bajar a la muñeca pueden ser usadas para ese propósito.

## Imágenes adicionales

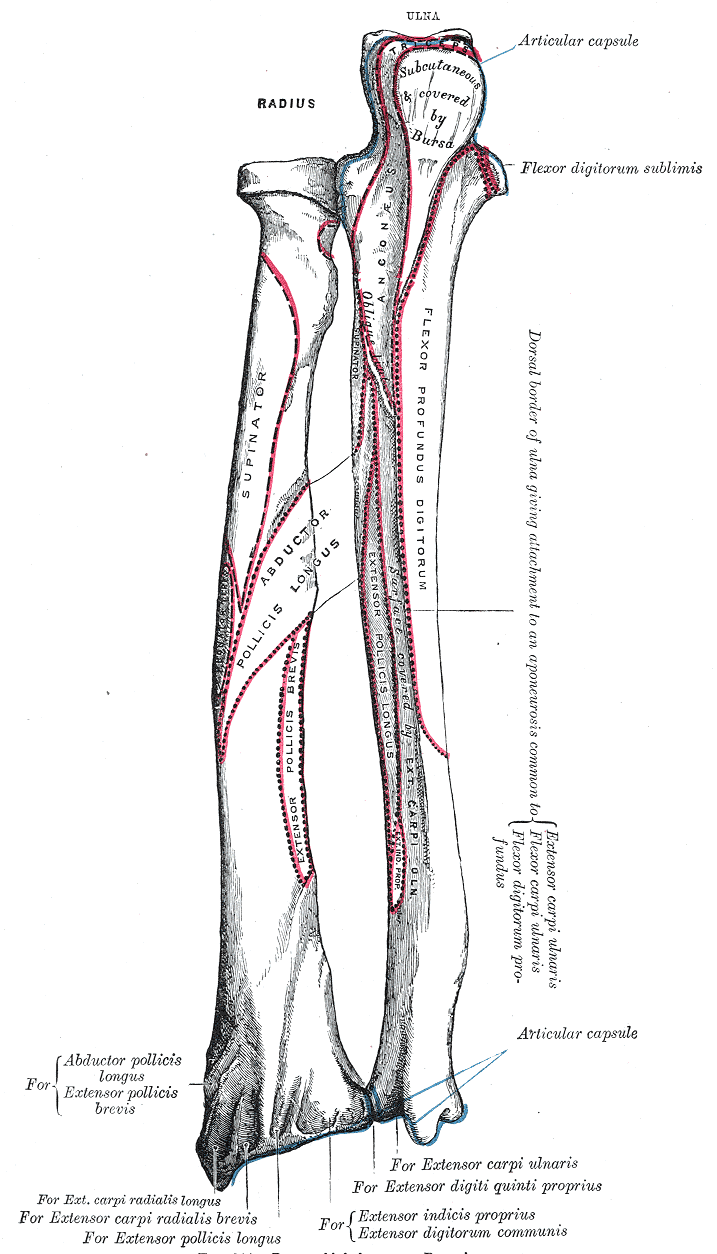
Huesos del antebrazo izquierdo, vista posterior.
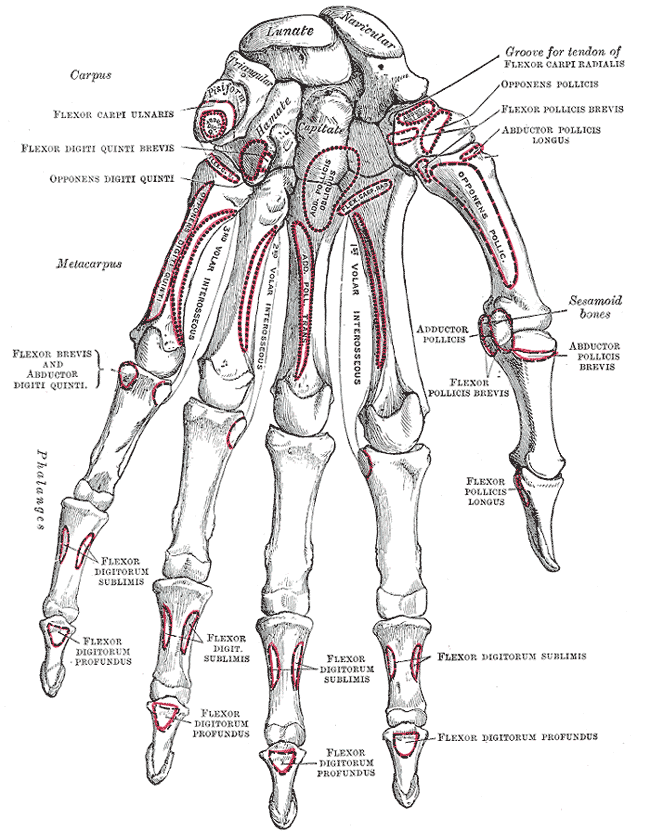
Huesos de la mano izquierda, mostrando la inserción con el hueso pisiforme, unciforme y 5.º metacarpiano, actuando para flexionar la articulación de la muñeca.
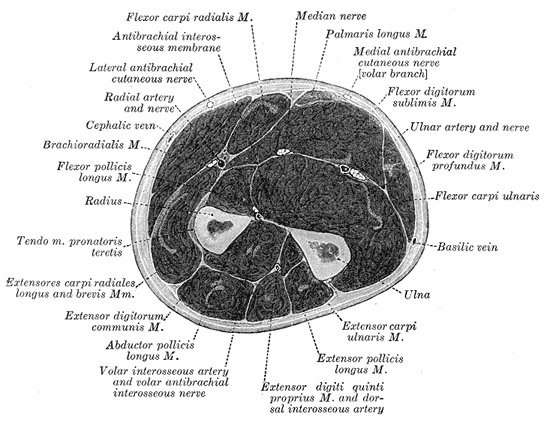
Corte a través de la mitad del antebrazo.
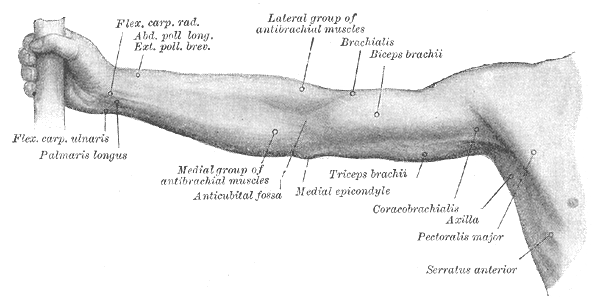
Frente de la extremidad superior derecha.